# تقويم ثوري سوفييتي

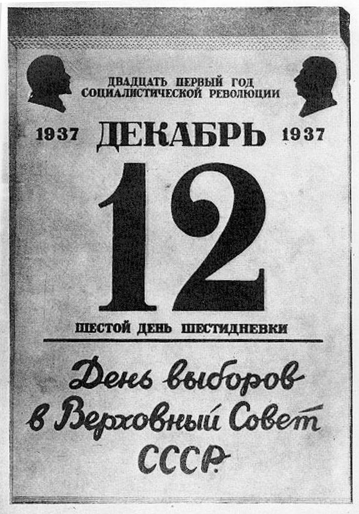
يوم 12 ديسمبر 1937 في التقويم السوفييتي

التقويم الثوري السوفييتي هو التقويم الذي كان يستخدم في الاتحاد السوفياتي خلال الفترة من 1929 إلى 1940.

## اتباع التقويم الغريغوري
بعد وقت قصير من ثورة أكتوبر 1917 أمر فلاديمير لينين بتغيير التقويم في الاتحاد السوفياتي من التقويم الجولياني إلى التقويم الغريغوري مما أدى لتجاوز أيام من 1 فبراير حتى 13 فبراير 1918.
ابتداء من 1 أكتوبر 1929 وكتجربة اعتمدت نسخة جديدة من التقويم، فيها جميع الأسابيع 5 أيام وجميع الشهور 30 يوماً مع إضافة الأيام الخمسة المتبقية من السنة كعطل بدون الانتماء إلى أي شهر أو أسبوع. هذه الأيام هي:
- يوم لينين: بعد 30 يناير
- يوما العمل: يومان بعد 30 أبريل
- يوما الصناعة: يومان من 7 نوفمبر
- يوم كبيس في السنوات الكبيسة بعد 30 فبراير

## تقسيم العمال
كان إلغاء أسبوع السبعة أيام لصالح أسبوع من خمسة أيام للتخلص من يوم الراحة المسيحي الأحد (مثل التقويم الثوري الفرنسي). في هذا النظام قسم كل العمال إلى خمس مجموعات:
- 1. المجموعة الصفراء
- 2. المجموعة الوردية
- 3. المجموعة الحمراء
- 4. المجموعة الأرجوانية
- 5. المجموعة الخضراء

ولكل مجموعة يوم استراحة واحد في الأسبوع حسب اللون. كان الهدف تحسين الكفاءة الصناعية بالتخلص من يوم راحة متكرر بانتظام.

### صعوبات التقويم
رغم وجود أيام عطل أكثر حسب التقويم السوفييتي (يوم من 5) بدلاً عن (يوم من 7)، لكن مجموعات العمل المنفصلة كانت مكروهة من الناس بسبب الصعوبات التي سببتها للحياة العائلية. ولم تتجسد زيادة كفاءة العمل المتوقعة على أرض الواقع.

### العمل بأسبوع الأيام الستة
مع1 ديسمبر 1931 عاد استخدام أطوال الأشهر العادية الغربية واستبدل أسبوع الخمسة أيام عمل بأسبوع عمل من ستة أيام. مع يوم استراحة عام في 6، 12، 18، 24، 30 من كل شهر. اليوم 31 من الشهر ظل خارج أسبوع الستة أيام وكان أحيانا عطلة أو يوم عمل. واستعمل 1 مارس بدلاً عن 30 فبراير.

### عودة لأسبوع السبعة أيام
عملياً فشل القضاء على يوم العطلة الأحد لأن العمال أخذوه مع يوم العطلة الجديد كإجازة. في سنة 1940 رجع استخدام أسبوع الأيام السبعة.